# Traminda viridipennaria
Traminda viridipennaria är en fjärilsart som beskrevs av Achille Guenée 1858. Traminda viridipennaria ingår i släktet Traminda och familjen mätare. Inga underarter finns listade i Catalogue of Life.